# Thai Post
Thai Post (em tailandês: ไทยโพสต์) é um jornal da Tailândia de circulação diária, publicado em Bangkok e distribuído por todo o país. Ele é de propriedade do grupo de comunicação Thai Journal Group Co. Sua circulação está na faixa de 100.000-150.000 exemplares por dia. Atualmente, a sede é em Khlong Toei.